# 施恒益大院
施恒益大院，位于中国广西壮族自治区横州市横州镇城司街东二巷5，为一个省级文物保护单位，类型为近现代重要史迹及代表性建筑，为第六批广西壮族自治区文物保护单位，公布时间为2009年5月4日。第一期修繕工程於2023年完成。

## 外部參考
- . 南宁市文化广电和旅游局. 2018-01-05  [2024-02-28] （中文（中国大陆））.